# Jin Suo Chi
Le Jin Suo Shi (chinois simplifié : 金锁匙 ; chinois traditionnel : 金鎖匙 ; pinyin: jīn suǒ chí ; litt. « Clé d’or ») est un thé oolong originaire des monts Wuyi, dans la province du Fujian, en Chine. Ce thé, également appelé Jin Yao Shi (金钥匙), est très rare et apprécié pour sa saveur légère.

## Production
La production du Jin Suo Shi suit des méthodes traditionnelles, incluant plusieurs torréfactions au charbon. Les feuilles, récoltées en sélectionnant un bourgeon et trois feuilles, sont torsadées de manière serrée, affichant des teintes vertes et brunes.
Bien que principalement cultivé dans les monts Wuyi, le Jin Suo Shi a également été introduit dans d'autres régions, comme au Xian d'Anxi, où des producteurs expérimentent sa culture pour diversifier les variétés de thé et enrichir la biodiversité locale.

## Caractères organoleptiques
Les feuilles sèches du Jin Suo Shi dégagent un parfum sucré avec des nuances chocolatées. Une fois infusé, le thé libère des arômes crémeux rappelant les haricots mungo, qui se traduisent également en une saveur douce évoquant les mochi. La liqueur est claire, de couleur jaune-orangé, avec une texture moyennement épaisse et une fraîcheur persistante rappelant le menthol ou l'eucalyptus. Le profil gustatif mêle des notes herbacées, florales et une légère touche de noisette.